# زفر بن الهذيل
زُفر بن الهذيل العنبري التميمي البصري (110 هـ - 158 هـ / 728 - 775) أحد الفقهاء الكبار في المذهب الحنفي.

## مقدمة
يقسم ابن عابدين الفقيه الحنفي الكبير الفقهاء إلى سبع طبقات، وجعل الطبقة الأولى للمجتهدين في الشرع الذين يستخرجون الأحكام من الكتاب والسنة، وليسوا تابعين في اجتهادهم لأحد، سواء أكان ذلك في الأصول التي يبنى عليها الاستنباط، أم في الفروع الجزئية المستخرجة من الأصول العامة، ومن هؤلاء: أبو حنيفة النعمان، ومالك بن أنس، والشافعي، وأحمد بن حنبل، والأوزاعي.
أما الطبقة الثانية فهي طبقة المجتهدين في المذهب كأبي يوسف ومحمد بن الحسن الشيباني وزُفر بن الهذيل، وغيرهم من القادرين على استخراج الأحكام من أدلتها على حسب القواعد التي قررها أستاذهم وعينها، فإنهم وإن خالفوه في بعض أحكام الفروع، لكنهم يقلدونه في قواعد الأصول.
ويعلق الإمام الجليل محمد أبو زهرة على هذا بقوله: «وهذا الكلام فيه نظر، فإن أبا يوسف ومحمدا وزفر كانوا مستقلين في تفكيرهم الفقهي كل الاستقلال، وما كانوا مقلدين لشيخهم، وكونهم درسوا عليه لا يمنع استقلال تفكيرهم وحرية اجتهادهم، وإن الإنصاف يقتضي أن أبا يوسف ومحمد بن الحسن وزفر بن الهذيل مجتهدون مستقلون كشيخهم أبي حنيفة ومن في طبقته من الأئمة الأفذاذ». ثم تتوالى طبقات الفقهاء من طبقة المجتهدين في المسائل الفقهية التي لا رواية فيها عن صاحب المذهب أو أحد من أصحابه حتى الطبقة الأخيرة وهي طبقة المقلدين.

## المولد والنشأة
وُلد زفر بن الهذيل سنة (110 هـ = 728م) في العراق، ولا يعرف على وجه الدقة موضع ولادته، وإن رجح بعض الباحثين أن تكون الكوفة هي محل ميلاده. وزفر من أصل عربي عريق في أرومته؛ فأبوه الهذيل بن قيس من أسرة عريقة النسب، كريمة الحسب، تنتسب إلى قبيلة بني العنبر من قبيلة تميم، التي اشتهرت بالفصاحة والبيان. وزفر كلمة عربية تطلق على الرجل الشجاع، كما تطلق على الرجل الجواد.
- هو زفر بن الهذيل بن قيس بن سليم بن قيس بن مكمل بن ذهل بن ذؤيب بن جذيمة بن عمرو بن حنجور بن جندب بن العنبر بن عمرو بن تميم بن مر بن أد بن عمرو بن الياس بن مضر بن نزار بن معد بن عدنان

وكانت أسرة زفر على جانب من سعة الرزق وبحبوحة العيش، وهو ما ساعده على الانصراف إلى طلب العلم دون أن يشغل نفسه بأعباء الحياة، فحفظ القرآن صغيرًا واستقام به لسانه، وتفتحت مواهبه واستعدت لطلب العلم، ومالت نفسه ورغبت في تلقي الحديث النبوي، فتردد على حلقاته واتصل بشيوخه الأبرار، ويأتي في مقدمتهم محدث الكوفة سليمان بن مهران المعروف بالأعمش، ويحيى بن سعيد الأنصاري، وسعيد بن أبي عروبة، وإسماعيل بن أبي خالد، ومحمد بن إسحاق، وأيوب السختياني.

## سفره إلى أصبهان
ظل زفر ينهل من مناهل العلم حتى ذهب إلى أصبهان مع والده، حيث أقام هناك في خلافة الوليد بن يزيد بن عبد الملك سنة (126هـ=744م)، وكان أبوه قد تولى أمر أصبهان بعد مقتل الخليفة الوليد بن عبد الملك، لكنه لم يستمر في ولايته طويلاً. وفي الفترة التي أقامها زفر في أصبهان أخذ عن علمائها ومحدثيها المشهورين حتى أصبح حافظًا متقناً، وثقة مأموناً.
ولما رسخت قدمه في السُّنة أقبل عليه طلاب العلم يتعلمون على يديه، ويروون عنه أحاديث رسول الله (صلى الله عليه وسلم)، ومن أشهر هؤلاء: أبو نعيم الأصبهاني، وحسان بن إبراهيم، وأكثم بن محمد، وحسبك أن يكون عبد الله بن المبارك الحافظ الكبير، ووكيع بن الجراح وخالد بن الحارث ممن تتلمذوا على يديه وجلسوا في حلقته.
وكان زفر محدثاً بصيرًا وخبيراً بفنون الحديث وناقدًا دقيقاً، ويصف أبو نعيم ذلك بقوله: «كنت أعرض الحديث على زفر، فيقول هذا ناسخ وهذا منسوخ، وهذا يؤخذ به وهذا يُرفض». وبلغ من سعة علمه وتمكنه من فنون الحديث وقدرته على التمييز بين درجات الحديث من حيث الصحة والضعف أنه كان يقول للحافظ أبي نعيم: «هات أحاديثك أغربلها لك غربلة».

## اتصاله بأبي حنيفة
لما عاد إلى الكوفة وكانت تموج بحلقات العلماء؛ استأنف اتصاله بكبار الأئمة، وانتظم في حلقاتهم، ونهل من علمهم، حتى اتصل بأبي حنيفة النعمان، وكان قد انتهت إليه رئاسة الفقه في العراق، واتسعت شهرته، فلازمه ملازمة لصيقة حتى غلب عليه الفقه وعرف به، فقيل: «كان صاحب حديث ثم غلب عليه الفقه».
ويذكر أبو جعفر الطحاوي أن سبب انتقال زفر إلى حلقة أبي حنيفة مسألة فقهية أعيته وأعيت أصحابه من المحدثين، وعجزوا عن حلها، فلما أتى بها إلى أبي حنيفة أجابه إجابة شافية، فكان ذلك أحد الأسباب التي دفعت بزفر إلى الاشتغال بالفقه والإقبال عليه، فالتزم أبا حنيفة أكثر من عشرين سنة، ووجد فيه الفهم العميق والفكر السديد، ومالت نفسه إليه، وامتلأ قلبه بحب شيخه وتقديره، وكان الإمام الكبير أهلاً لكل إعجاب وتقدير.
ولم يكن تلاميذ أبي حنيفة وأصحابه مثل أي تلاميذ، بل كانوا أئمة في العلم، أفذاذاً في الفهم والإدراك، لم يتركوا شيخهم ليستقلوا بحلقات العلم؛ إجلالاً له وإكبارا لمنزلته، وحسبك أن تعلم مكانتهم في العلم وهم لا يزالون في معية شيخهم ما ذكره الخطيب البغدادي من أن رجلاً قال في حلقة وكيع بن الجراح الحافظ المعروف: «أخطأ أبو حنيفة»، فقال وكيع: «وكيف يقدر أبو حنيفة أن يخطئ ومعه مثل أبي يوسف ومحمد بن الحسن وزفر في قياسهم واجتهادهم».
وبلغ من تقدير أبي حنيفة لتلميذه النابه أنه لما حضر حفل زواجه التمس منه زفر أن يخطب، فقال الإمام: «هذا زفر إمام من أئمة المسلمين، وعلم من أعلامهم في شرفه وحسبه وعلمه» وكان مبعث هذا التقدير ما لمسه الإمام في تلميذه من ذكاء متقد، وبصيرة نافذة، وتعلق بالعلم، ونهم في طلبه مع ثبات في الحق، ودماثة في الخلق، وورع في الدين، وإخلاص في العمل، وكان هذا بعض صفات الإمام.
وقابل زفر هذا التقدير من شيخه أن دافع عنه أمام خصومه، وكان يقول: «لا تلتفتوا إلى كلام المخالفين، فإنه ما قال إلا من الكتاب أو السنة، أو أقاويل الصحابة، ثم قاس عليها»، ولم يكتف بالقول بل قرنه بالعمل فرحل إلى البصرة لينشر مذهب شيخه بما أوتي من حكمة وفهم وسعة صدر ورحابة أفق، حتى غدا شيخ البصرة بلا منازع.

## خليفة أبي حنيفة
تُوفِّي أبو حنيفة النعمان سنة (150 هـ = 767م) وخلفه في حلقته زفر بن الهذيل بإجماع تلامذة الإمام دون معارضة، فمكانته لا يملؤها إلا من هو جدير بها علمًا وفضلاً، وليس في المكان مغنمة يسطو عليه القوي وإن كان غير مستحق، وإنما مكان الإمام مسئولية جسيمة ينصرف عنها أفذاذ العلماء لمكانة صاحبها السابق في العلم والفقه.
وكان تلاميذ أبي حنيفة يعرفون منزلة زميلهم عند شيخهم، فيقول الحسن بن زياد: «إن المقدم في مجلس الإمام كان زفر، وقلوب الأصحاب إليه أميل»، ولهذا اتجهت إليه الأنظار ليحل محل الإمام الراحل، فقام بهذه المهمة على خير وجه، وقصده الطلاب والعلماء، وامتلأت حلقته بهم، يجذبهم بطريقته الآسرة في الإلقاء، وعرض المسائل باختصار دون إخلال، وإيراد الأدلة دون حشو وتطويل. ويصف خالد بن صبيح حلقة زفر فيقول: «رحلت إلى أبي حنيفة، فنعي إليَّ في الطريق، فدخلت مجلس الكوفة، فإذا الناس كلهم على زفر بن الهذيل، وعند أبي يوسف رجلان أو ثلاثة».
وكان يشهد حلقته وكيع بن الجراح وهو من أئمة الحديث، ويقول: «ما نفعني مجالسة أحد مثل ما نفعني مجالسة زفر». ولما قيل له: لم تختلف إلى زفر؟ فقال: «غررتمونا عن الإمام –أبي حنيفة- حتى مات، فتريدون أن تغرونا عنه وتبعدونا عن الانتفاع بعلم زفر حتى يموت». ويبلغ إعجاب وكيع بزفر أن قال: «الحمد لله الذي جعلك خلفًا لنا عن الإمام».

## اجتهاده
لم تكن منزلة زفر بن الهذيل منزلة المقلد المتبع، بل منزلة المجتهد المتبع عن بينة ودليل، وفهم ودراية، وكان هو آية في الفهم، بارعا في القياس، ولم ينافسه فيه أحد من أصحاب أبي حنيفة، ويتفق زفر مع شيخه في الأصول الكلية، وقد ارتضاها عن فهم واجتهاد، لا عن اتباع وتقليد، والأدلة التي أقام عليها زفر في استنباطه الفقهي هي نفسها أدلة المذهب الحنفي وهي القرآن والسنة وأقوال الصحابة إن وجدت، فإن لم توجد عمد إلى إعمال الرأي من قياس واستحسان، وكان يقول: «إنما نأخذ بالرأي ما لم يوجد الأثر، فإذا جاء الأثر تركنا الرأي وأخذنا بالأثر».
وكان زفر يدقق النظر ويعمل الفكر ولا يقف على ظواهر النصوص، بل يتغلغل إلى فحواها وأعمق معانيها، حتى بلغ في الاستنباط بالقياس مرحلة عالية جعلته موضع إعجاب الإمام، فشهد له بأنه أكثر تلامذته استعمالاً للقياس، وأشدهم تمسكًا به؛ ولذا اشتهر به كاشتهار شيخه أبي حنيفة في استعمال القياس.
وأدى استعماله القياس بكثرة إلى تضخم مادته الفقهية وثرائها وغزارتها، واتساع مسائلها، وكانت طريقته أن يجتهد في المسألة المعروضة عليه، باحثًا عن حكمها من حكم مسألة منصوص عليها، ولم يكتف بإيجاد هذا الحكم لهذه المسألة، وإنما كان يتوسع في الاستنباط بفرض الفروض، ووضع المسائل التي لم تقع بعد، ويتصور وقوعها، شأنه في ذلك شأن أبي حنيفة الذي توسع في الفقه التقديري، ثم ينقل حكم المسألة الأولى إلى تلك المسائل التي افترضها والمناظرة لها، وبهذا تكون العلة التي هي الموجِب في وجود الحكم عامة، لكي يمكن أن يندرج تحتها ما افترضه من المسائل المشابهة.
وساعده على القيام بالقياس ملكات عقلية خاصة، وفهم عميق لنصوص الشرع، وأكسبه ذلك شخصية مستقلة ذات فقه متميز السمات، يختلف أحيانًا مع أئمة المذهب الحنفي في الأصول والفروع، ولا يقل الاختلاف معهم عن الاختلاف الحاصل بين المذهب الحنفي وغيره.

## إنتاجه الفقهي
على الرغم من سعة علم زفر وقدرته الفائقة على القياس فإنه لم يسهم في التأليف مثل زميليه العظيمين: أبي يوسف ومحمد بن الحسن، ولعل ذلك يرجع إلى انشغاله بنشر المذهب والدفاع عنه، واشتغاله بالإفتاء والتدريس في حياة أبي حنيفة وبعد مماته، كما أن حياته القصيرة لم تمكنه من الانصراف إلى التأليف؛ لأنه توفي بعد شيخه بثماني سنوات.
غير أن آراءه الفقهية مبثوثة في كتب كثيرة عن أمهات الكتب الحنفي، مثل: المبسوط للسرخسي، وبدائع الصنائع للكاساني، وكشف الأسرار للبزدوي، وتأسيس النظر للدبوسي وغيرها من الكتب التي تُعنى بمسائل الخلاف.
ولزفر سبع عشرة مسألة يُفتى بها في المذهب في أبواب متنوعة، ألّف فيها السيد «أحمد الحموي» قصيدة سماها: «عقود الدرر فيما يفتى به في المذهب من أقوال زفر»، وقد شرحها الشيخ «عبد الغني النابلسي» بعنوان: «نقود الصرر شرح عقود الدرر». خلاصة القول أن زفر كان من أعلام الفقه، أسدى إلى الفقه الحنفي خدمات جليلة وأسهم في تطويره في حياة الإمام أبي حنيفة وبعد وفاته، وترك ثروة فقهية هائلة خالف في معظمها شيخه وأصحابه، وانفرد بها عنهم.
وأجمع معاصروه على أنه كان من بحور الفقه وأذكياء الوقت، وممن جمع بين العلم والعمل. ويقول عنه الفضل بن دكين: «لما مات الإمام لزمته؛ لأنه كان أفقه أصحابه وأورعهم، فأخذت الحظ الأوفر منه»، وشهد له علماء البصرة حين حل عليهم بالفقه الواسع والعلم الغزير فقالوا: «ما رأينا مثل زفر في الفقه، هو أعلم الناس». وللشافعي كلمة مأثورة عن أبي حنيفة وأصحابه، قال: «من أراد أن يعرف الفقه فليلزم أبا حنيفة وأصحابه، فإن الناس كلهم عيال عليه في الفقه». ولهذا انتشر الفقه الحنفي انتشاراً واسعًا بفضل زفر وإخوانه من تلاميذ الإمام.

## وفاته
أقام زفر في البصرة، وعقد حلقته العلمية التي تسابق طلاب العلم إلى حضورها، والتزود من فقه الأستاذ النابه، لم يشغله عن التدريس ولقاء تلاميذه شاغل، فرفض منصب القضاء حين عُرض عليه، فلم يكن ممن تغرهم المناصب أو تبهرهم مظاهر الدنيا، وظل منقطعًا إلى العلم، وكان مجلسه آية في الجلال يتصدر الحلقة بوجه باش ونفس مطمئنة، ينثال العلم منه انثيالاً، وطلابه مقبلون عليه في وقار العلم. ولم تطل به الحياة، فتوفي شاباً في الثامنة والأربعين في 30 شعبان 158 هـ (الموافق 7 تموز 775م).